# Malgassapeira lucina
Malgassapeira lucina là một loài bướm đêm trong họ Geometridae.